# Birch (Schaffhausen)
Birch ist ein Quartier der Stadt Schaffhausen, Schweiz. 

## Lage
Birch befindet sich auf der Höhe von 464 m.ü.m zwischen Hauental und Geissberg und hat zwei nahe Wälder, Wirbelberg und Geissberg (Kantonsspital).
Nahe Birch gibt es noch das Felsenauquartier.

## Verkehr
Birch hat eine Bus-Endhaltestelle der Linie 4 (VBSH) und in der Nähe gibt es auch die Haltestelle Talberg der Linie 23 (RVSH).
An der Haltestelle Birch hat es auch eine Telefonzelle. (Swisscom)

## Aussicht
Weil Birch sich in einer eingekesselten Lage befindet, hat man leider keine gute Aussicht.
Entweder sieht man ein paar Windräder vom Windpark Verenafohren oder den Sender Cholfirst.